# 몬어

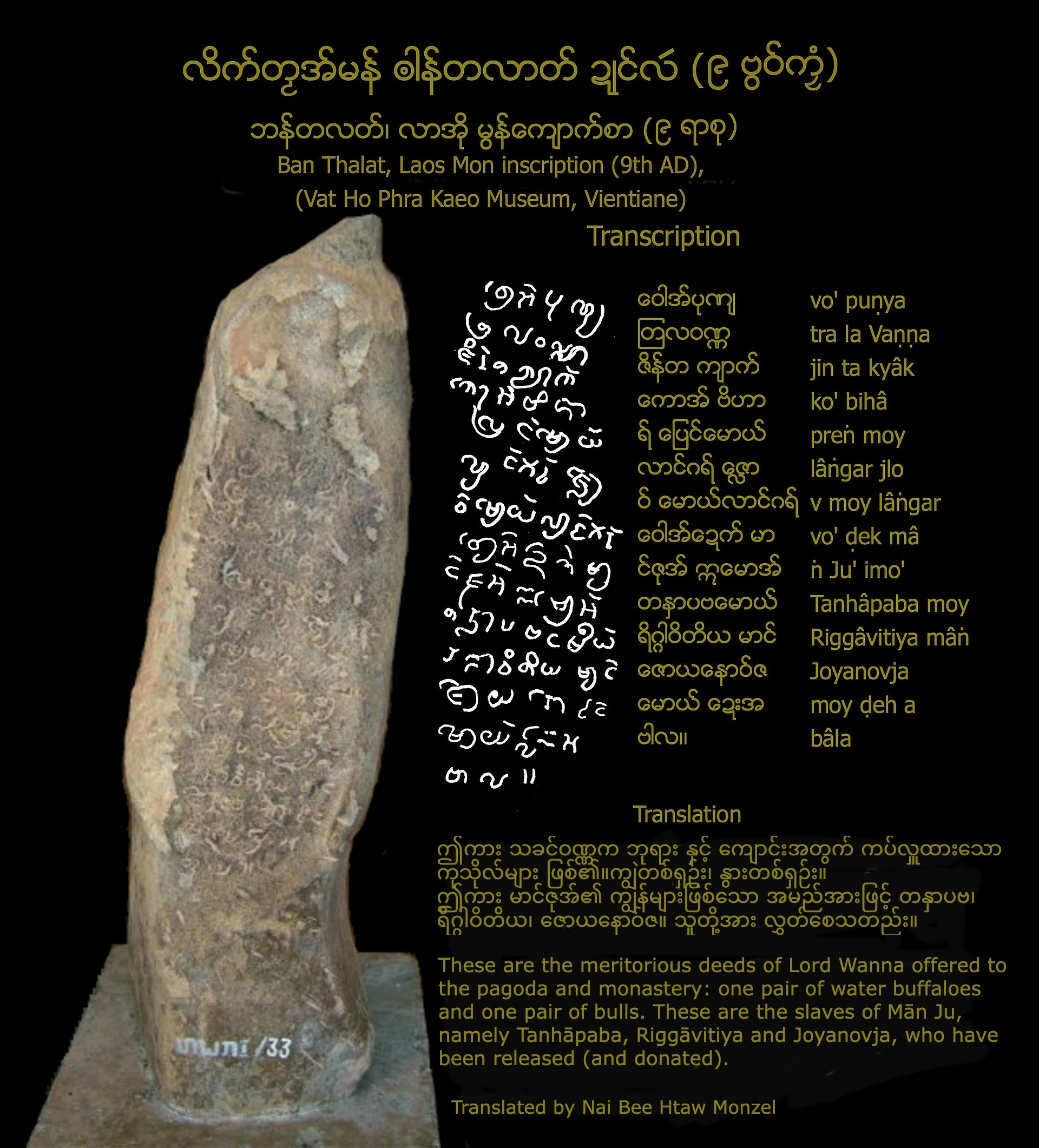
반 탈랏 몬 비문, 라오스

몬어(ဘာသာမန်)는 미얀마에 사는 몬족의 언어로, 오스트로아시아어족에 속한다. 몬어는 관련된 크메르어와 비슷하지만 동남아시아의 많은 언어들과 달리 성조가 사라진 언어이다. 몬어는 미얀마와 태국에서 원주민 언어로 공인되어있다. 그러나 몬족 언어는 미얀마와 태국에서 동화 압력에 직면해 있고 몬족의 사람들도 현재 버마어나 태국어를 제1언어로 사용하는 경향을 보이면서 유네스코의 2010년 세계 위기언어 아틀라스에서 "취약 언어"로 분류되기도 했다. 몬어 화자는 미얀마 남부, 특히 몬 주를 비롯하여 카인 주, 타닌타리 관구에 주로 분포해있다.

## 역사

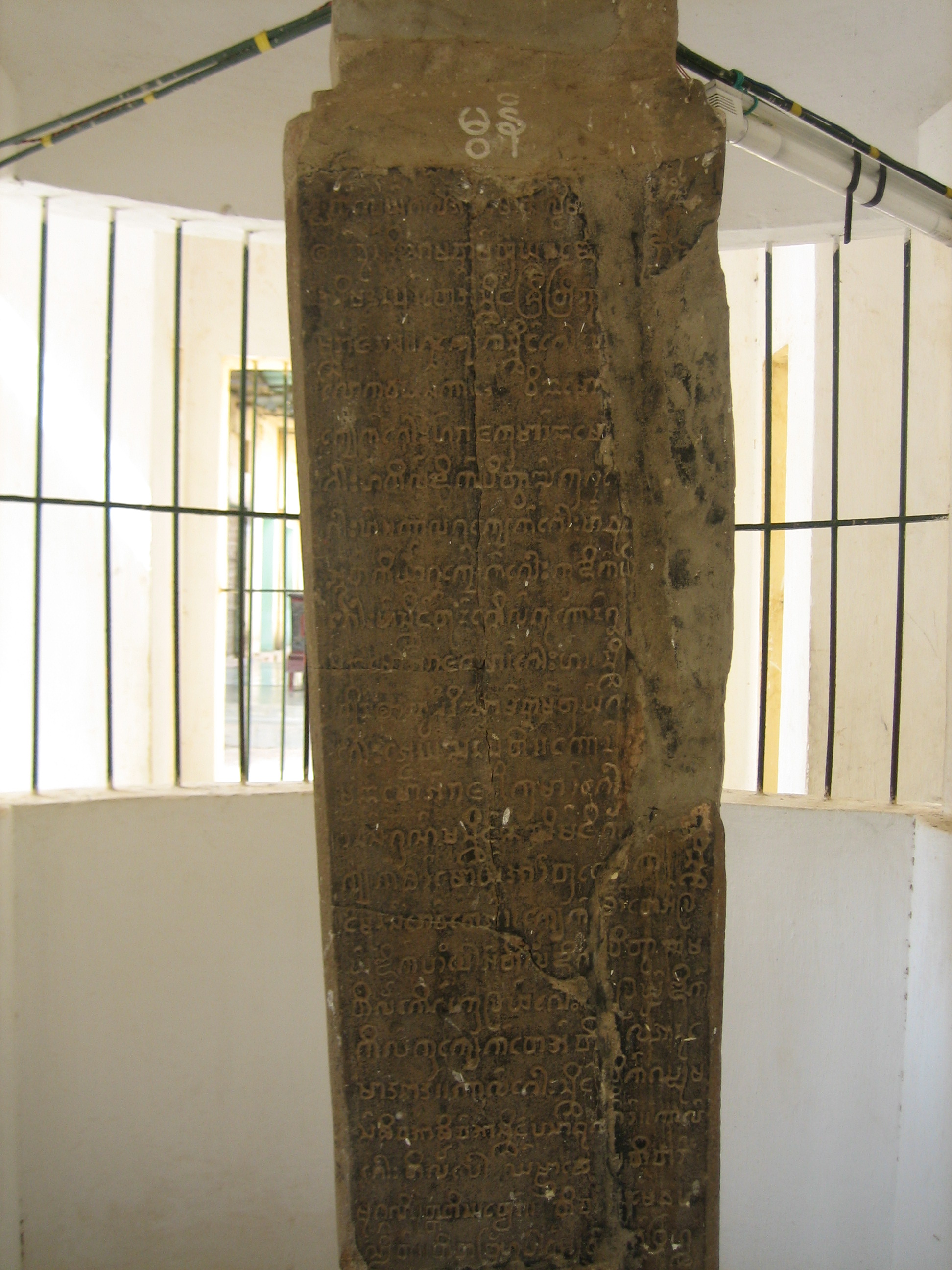
장싯타 왕은 몬에 많은 비문을 남겼다. 이 기간 동안 조각된 먀제디 비문에는 4면에 각각 팔리어, 쀼어, 몬어, 버마어로 동일한 이야기가 새겨져 있다.

몬어는 버마 역사에 있어서 중요한 언어 중 하나이다. 12세기까지는 이라와디 계곡 일대의 공용어였으며, 이라와디 하류 지역의 몬족 계통 왕국들뿐만 아니라 상류 지역의 버마족 계통의 버간 왕국에서도 그러한 지위를 가졌다. 몬어, 특히 몬어의 문어(文語)는 1057년에 몬족의 따통 왕국이 버간에게 무너진 이후에도 여전히 높은 지위로 여겨지는 언어였다. 특히 버간의 장싯타(Kyansittha) 왕(1084–1113 재위)은 몬족 문화를 애호하였고 몬어를 지원하였다. 그러나 그의 사후부터는 버마족 사이에서 몬어의 사용이 감소하기 시작하였고 버마어가 몬어와 쀼어의 공용어적 지위를 대체해 가기 시작하였다.
드바라바티 왕국 폐허의 몬 비문도 태국 곳곳에 퍼져있다. 그러나 그 주민이 몬족인지, 몬족과 말레이족의 혼합인지, 크메르족인지는 확실하지 않다. 후기 비문과 라보와 같은 왕국은 크메르 제국에 종속적이었다.
버간의 멸망 이후, 몬어는 다시 오늘날의 하미얀마에 위치하던 한타와디 왕국 (1287 ~ 1539)의 공용어가 되었으며, 1800년대까지도 이 지역에서 몬어는 주류 언어로 남아 있었으나, 이 시기부터 버마어가 상버마의 전통적인 심장부에서 하버마로 그 범위를 확장했다.
이 지역의 몬어에서 버마어로의 언어 전환은 인구 대체, 통혼, 증가하는 몬-버마어 이중 언어 집단의 자발적 정체성 전환 등 복합적인 원인에 의한 것이다. 특히 1757년 신 한타와디 왕국이 멸망하면서 이 변화는 확실히 가속화되었다. 페구의 함락 이후 많은 몬족이 난민이 되어 오늘날의 태국에 해당하는 지역으로 이주하여 재정착하였다. 1830년에는 하미얀마 인구의 약 90%가 버마어를 말하는 버마족이 되었는데, 곧 이라와디 삼각주 상류에서 바세인(현 파테인)과 랑군(현 양곤)을 포함하여 타라와디, 퉁구, 프로메(현 피), 헨자다(현 힌타다)까지 이르는 광대한 몬어 사용 지역이 모두 버마어 우세 지역이 된 것이다. 또한 19세기 내내 이어진 대영제국의 점진적인 버마 합병은 상미얀마의 경제·정치적 불안정성(예: 버마 왕실에 대한 세금 부담 증가, 영국의 쌀 생산 인센티브 등)과 더불어 하미얀마로의 이주를 가속화했다. 몬어는 상미얀마와 하미얀마에서 사용되는 버마어 방언 간의 미묘한 문법적 차이에 영향을 미쳤다. 하미얀마 방언에서 동사 ပေး(주다)는 구어체적으로 관대하게 사동 표지로 사용될 수 있는데, 이는 다른 다른 동남아시아 언어에서 흔한 특징이나 다른 티베트-버마어에서는 보이지 않는다. 이 용법은 상미얀마 방언에서는 거의 사용되지 않으며 비표준 문법으로 간주된다.
1972년, 신몬주당(New Mon State Party)은 반군이 통제하는 지역에서 몬어를 교육 매체 언어로 사용하는 몬 국립학교 시스템을 수립했다. 1995년 중앙 정부와의 휴전 이후 이 교육 시스템은 몬 주 전역으로 확대되었다. 이제 몬 주는 몬어를 초등 교육 언어로 사용하는 몬 국립학교 체계와 정부 커리큘럼에 몬어 교과과정을 추가하는 "혼합 학교" 시스템을 병행하고 있다. 2015년 몬어 교과는 주 전체의 초등교육으로 확대 시행되었다. 이 시스템은 몬어로 학습받은 어린이들이 고등교육 수준에서 주류 버마 교육 시스템에 통합될 수 있게 해주기 때문에 미얀마의 교육 체계에서 모국어 교육의 한 모델로 인식되었다. 2013년 몰라먀잉에 기반을 둔 탄윈 타임즈가 몬어로 뉴스 전달을 시작하며 미얀마에서 1962년 이래 최초의 몬어 출판이 되었다.

## 지리적 분포
북쪽의 시타 웅 강에서 남쪽의 미익 (머 구이) 및 카 우타 웅까지 미얀마 남부 (몬 주, 카인 주 및 타닌 타리 지역으로 구성)는 몬 언어의 전통적 요새로 남아 있다. 그러나이 지역에서 버마인은 몬 주 수도 인 마 울라마인과 같은 도시 지역에서 선호된다. 최근 몇 년 동안, 몬의 사용은 특히 젊은 세대들, 미얀마에서 감소했다. 태국은 역사적 이동의 물결로 인해 상당한 규모의 몬 인구가 있는 곳이지만, 60만에서 80,000 사이로 추정되는 소수의 비율 만이 타 미화와 몬의 주류 태국 사회로의 동화로 인해 몬을 말한다. 태국의 몬 회자는 주로 코크 렛에 집중되어 있다. 태국 몬 회자의 나머지 파견단은 사뭇 사콘, 사무 트 송 크람, 나콘 파톰 및 미얀마 (칸차나 부리, 펫차 부리, 프라 추압 키리 칸 및 랏차 부리)와 접한 서부 지방에 있다. 태국의 소수 민족 그룹은 냐 쿠르라고 불리는 몬과 밀접한 관련이있는 언어를 사용한다. 그들은 월요일을 말하는 드 바라 바티 왕국의 후손이다.

## 방언
몬은 버마에 세 가지 주요 방언을 가지고 있으며, 몬이 거주하는 여러 지역에서 왔다. 이들은 중부 (모토 타와 마 울라마 인 주변 지역), 바고 및 예 방언이다. 모두 서로 이해하기 쉽다. 에스 노 로그는 몬 사투리를 마르타 반 몰 메인 (중앙 몬, 몬테), 페구 (몬 탕, 북부 몬) 및 예 (몬 냐, 남부 몬)로 상호 명료도를 높였다. 태국의 몬은 몬의 버마어 방언과 약간의 차이가 있지만 서로 이해하기 쉽다. 몬의 태국 방언은 심각한 위험에 처한 것으로 간주된다.

## 알파벳
낡은 몬 대본은 6세기로 거슬러 올라가며, 나콘 파톰 (나콘 파톰)과 사라 부리 (태국의 사라 부리)에서 가장 오래된 비문이 발견되었다. 올드 드 바라 바티 몬 스크립트와 버마 몬 스크립트를 연결하는 현존하는 증거는 없지만 현대 몬 (또는 버마 몬) 스크립트의 조상 스크립트일 수 있다. 현대의 몬 알파벳은 버마어 문자의 적응이다. 문자 아래에 있는 중간 'l'에 대한 누적 분음 부호와 같이 버마어에는 존재하지 않는 여러 글자와 분음 부호를 사용한다. 몬의 기록 된 형태와 음성 형태 사이에는 많은 철자가있을 수있는 단일 발음과 큰 불일치가 있다. 몬 스크립트는 또한 언어에서 발견된 자음 클러스터를 나타 내기 위해 자음 스태킹을 눈에 띄게 사용한다.

### 자음
몬 알파벳에는 다음과 같이 35개의 자음 (제로 자음 포함)이 포함되며, 자음은 회색으로 표시된 호흡 레지스터에 속한다.
| က k (/kaˀ/) | ခ kh (/kʰaˀ/) | ဂ g (/kɛ̀ˀ/) | ဃ gh (/kʰɛ̀ˀ/) | ၚ ṅ (/ŋɛ̀ˀ/)     |
| စ c (/caˀ/) | ဆ ch (/cʰaˀ/) | ဇ j (/cɛ̀ˀ/) | ၛ jh (/cʰɛ̀ˀ/) | ဉ / ည ñ (/ɲɛ̀ˀ/) |
| ဋ ṭ (/taˀ/) | ဌ ṭh (/tʰaˀ/) | ဍ ḍ (/ɗaˀ/) | ဎ ḍh (/tʰɛ̀ˀ/) | ဏ ṇ (/naˀ/)     |
| တ t (/taˀ/) | ထ th (/tʰaˀ/) | ဒ d (/tɛ̀ˀ/) | ဓ dh (/tʰɛ̀ˀ/) | န n (/nɛ̀ˀ/)     |
| ပ p (/paˀ/) | ဖ ph (/pʰaˀ/) | ဗ b (/pɛ̀ˀ/) | ဘ bh (/pʰɛ̀ˀ/) | မ m (/mɛ̀ˀ/)     |
| ယ y (/jɛ̀ˀ/) | ရ r (/rɛ̀ˀ/)   | လ l (/lɛ̀ˀ/) | ဝ w (/wɛ̀ˀ/)   | သ s (/saˀ/)     |
| ဟ h (/haˀ/) | ဠ ḷ (/laˀ/)   | ၜ b (/ɓaˀ/) | အ a (/ʔaˀ/)   | ၝ mb (/ɓɛ̀ˀ/)    |

몬 스크립트에서 자음은 두 개의 레지스터 중 하나에 속한다 : 명확하고 숨이, 니다. 각 발음은 동일한 발음 구별 부호에 대한 고유 한 모음과 발음이 다르다. 예를 들어, 클리어 레지스터에 속하는 က는 / kaˀ /로 발음되고 ဂ는 / kɛ̀ˀ /으로 발음되며 몬 음운의 모음 복잡성을 수용한다. 분음 부호를 추가하면 이것이 분명하다. 버마어에서 같은 분음 부호를 사용하는 철자법이 운율이있는 반면, 몬에서는 자음의 고유 레지스터에 의존한다. 몇 가지 예가 아래에 나열되어 있다.
- က + ဳ → ကဳ, 명백한 /kɔe/
- ဂ + ဳ → ဂဳ, 명백한 /kì/
- က + ူ → ကူ, 명백한 /kao/
- ဂ + ူ → ဂူ, 명백한 /kù/

몬 언어에는 다음과 같은 8개의 중간이 있다. ္ၚ (/-ŋ-/), ၞ (/-n-/), ၟ (/-m-/), ျ (/-j-/), ြ (/-r-/), ၠ (/-l-/), ွ (/-w-/), 과 ှ (/-hn-/).
자음 결승은 버마에서와 같이 비 라마 (်)로 표시된다. 그러나, 버마 에서처럼 음표 정지로 발음되는 대신 최종 자음은 일반적으로 각각의 발음을 유지한다. 또한, 특히 팔리 어 및 산스크리트 파생 어휘에 대해 몬 철자법에서 자음 누적이 가능하다.

### 모음
포함 몬 스크립트 독특한 몇 분음 부호를 추가하여, 모음을 나타내는 버마과 몬은 (/는 / ɛa) 및 ဳ (/ I /) ိ 분음 부호를 나타 내기 때문에 ဴ 동일한 발음 부호 분음 부호의 조합을 사용 / ìˀ /. [29] 또한 버마어처럼 ဧ 대신 ဨ (/ e /)가 사용된다.

#### 주요 모음과 디프 톤
| 초기 또는 독립 기호 | 분음 부호           | 전사 및 메모                                |
| ------------------- | ------------------- | ------------------------------------------- |
| အ                   | 고유하지 않은 모음l | a 또는 e-일부 자음 후 / a /, / ɛ̀ /          |
| အာ                   | ာ                    | a-특정 글자와 혼동을 피하기 위해 ါ로 표기    |
| ဣ                   | ိ                    | i                                           |
| ဣဳ                   | ဳ                    | ī 또는 oe-자음 후 / ì /, / ɔe /             |
| ဥ                   | ု                    | u                                           |
| ဥူ                   | ူ                    | 자음 후 ū 또는 ao-/ ù /, / ao /             |
| ဨ                   | ေ                    | e                                           |
| အဲ                   | ဲ                    | ai                                          |
| အော                   | ော                    | o-특정 자음과의 혼동을 피하기 위해 ေါ로 표기. |
| အဴ‌‍‍                   | ဴ                    | āi/oi                                       |
| အံ‌‍‍                   | ံ                    | òm                                          |
| အး                   | း                    | ah                                          |